# Amphisbetia minuscula
Amphisbetia minuscula är en nässeldjursart som först beskrevs av V.S. Bale 1919.  Amphisbetia minuscula ingår i släktet Amphisbetia och familjen Sertulariidae. Inga underarter finns listade i Catalogue of Life.